# Jack Black

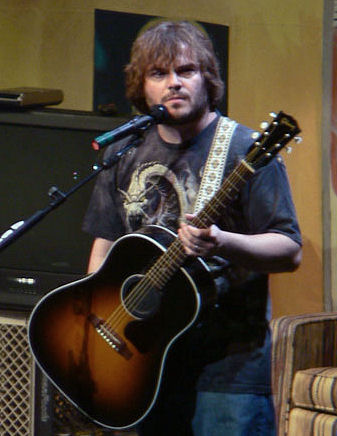
Jack Black uppträder med Tenacious D 2006.

Thomas Jacob "Jack" Black, född 28 augusti 1969 i Hermosa Beach i Kalifornien, är en amerikansk skådespelare, youtubare, komiker och musiker känd från rockgruppen Tenacious D. Han är med i den amerikanska komikergruppen Frat Pack tillsammans med bland andra Ben Stiller och Owen Wilson.

## Skådespelarkarriär
Jack Black gjorde filmdebut i filmen Bob Roberts 1992 och sågs även i diverse TV-serier, till exempel Arkiv X. Hans stora genombrott kom i High Fidelity (2000). Jack Black spelade Carl i filmen King Kong från 2005. Han har även varit med som röstskådespelare i spelet Brütal Legend där han gör rösten för huvudkaraktären Eddie Riggs som är roadie i ett band som är känt som "världens sämsta heavy metal-band". Utöver endast musik bekämpar Eddie monster med hjälp av sin musik. Jack Blacks mest kända roller är Dewey Finn i filmen School of Rock (2003), samt Nacho i filmen Nacho Libre (2006).

## Youtubekarriär
Jack Black har youtubekanalen JablinskiGames, trots namnet spelar han sällan spel på denna kanal. Den består till mesta delen av hans vardagliga liv i form av Vloggar. Där får man inblick i hans familj och i hans skådespel. På kanalen har han spelat spelet Brütal Legend som han har skådespelat i. Hans mest sedda video "Hello, Jack Black here" är 30 sekunder lång och innehåller Jack Black som lutar sig tillbaka i sin stol. I mars 2019 låg videoklippet på cirka 11 miljoner visningar, där kanalen har 4 miljoner prenumeranter.

## Musikerkarriär
Jack Black är huvudsångare i rockbandet Tenacious D, som består av Black själv och Kyle Gass. Deras musikstil är en blandning av olika sorters rock, som komisk rock och folkrock. Deras vulgära språk blandat med komiska inslag samt deras snabba rockstil är det som bandet är känt för. Bandet har släppt fyra album hittills, Tenacious D (2001), The Pick of Destiny (2006), Rize of the Fenix (2012) och Post-Apocalypto (2018).

## Privatliv
Jack Black är son till Thomas William Black och Judith Love Cohen.
Han har två söner tillsammans med sin hustru Tanya Haden. De gifte sig i mars 2006.

## Filmografi (urval)
| År          | Titel                                             | Info                                      |
| ----------- | ------------------------------------------------- | ----------------------------------------- |
| 1993        | Airborne                                          |                                           |
| 1993        | Demolition Man                                    |                                           |
| 1994        | Den oändliga historien 3 - Flykten från Fantásien |                                           |
| 1995        | Waterworld                                        |                                           |
| 1995        | Arkiv X                                           | TV-serie, Avsnittet "D.P.O."              |
| 1995        | Dead Man Walking                                  |                                           |
| 1996        | Bio-Dome                                          |                                           |
| 1996        | Mars Attacks!                                     |                                           |
| 1996        | Cable Guy                                         |                                           |
| 1997        | Schakalen                                         | Film                                      |
| 1997 - 2000 | Tenacious D                                       | TV-serie                                  |
| 1998        | Jag vet fortfarande vad du gjorde förra sommaren  |                                           |
| 1998        | Enemy of the State                                |                                           |
| 1999        | Cradle Will Rock                                  |                                           |
| 2000        | High Fidelity                                     |                                           |
| 2001        | En djävul till flickvän                           |                                           |
| 2001        | Min stora kärlek                                  |                                           |
| 2002        | Orange County                                     |                                           |
| 2002        | Ice Age                                           | Röst                                      |
| 2003        | School of Rock                                    |                                           |
| 2003        | Will & Grace                                      | TV-serie, avsnittet "Nice in White Satin" |
| 2004        | Envy                                              |                                           |
| 2004        | Anchorman                                         |                                           |
| 2004        | Hajar som hajar                                   | Röst                                      |
| 2005        | King Kong                                         |                                           |
| 2006        | Nacho Libre                                       |                                           |
| 2006        | Tenacious D: Världens bästa rockband              |                                           |
| 2006        | The Holiday                                       |                                           |
| 2007        | Margot at the Wedding                             |                                           |
| 2007        | Simpsons                                          | TV-serie, avsnittet "Husbands and Knives" |
| 2007        | Be Kind Rewind                                    |                                           |
| 2008        | Kung Fu Panda                                     | Röst                                      |
| 2008        | Tropic Thunder                                    |                                           |
| 2009        | Year One                                          |                                           |
| 2010        | Gullivers Resor                                   |                                           |
| 2011        | Kung Fu Panda 2                                   | Röst                                      |
| 2011        | Bernie                                            |                                           |
| 2011        | Den stora jakten                                  |                                           |
| 2011        | Mupparna                                          |                                           |
| 2013 - 2015 | Drunk History                                     | TV-serie, tre avsnitt                     |
| 2014        | Sex Tape                                          |                                           |
| 2015        | Welcome to Sweden                                 | Gästroll                                  |
| 2015        | The D Train                                       |                                           |
| 2015        | Goosebumps                                        |                                           |
| 2015        | The Brink                                         | TV-serie                                  |
| 2016        | Kung Fu Panda 3                                   | Röst                                      |
| 2017        | The Polka King                                    |                                           |
| 2017        | Jumanji: Welcome to the Jungle                    |                                           |
| 2019        | Jumanji: The Next Level                           |                                           |
| 2023        | Starwars The Mandalorian Season 3                 | Bombardier                                |
| 2023        | Super Mario Bros. Filmen                          | Röst                                      |
| 2024        | Kung Fu Panda 4                                   | Röst                                      |
| 2024        | Borderlands                                       |                                           |
| 2025        | A Minecraft Movie                                 |                                           |
| 2025        | Anaconda                                          |                                           |